# 盘果绣球
盘果绣球（学名：Hydrangea discocarpa）为绣球花科绣球属下的一个种。

## 扩展阅读
- 維基物種上的相關：盘果绣球